# Tunnel (album)
Albums de Death Cube K
Disembodied
(1997) DCK
(2007)
Tunnel est le 3e album de Buckethead à être publié sous l'anagramme de Death Cube K et le premier à ne pas inclure Bill Laswell. En effet, il s'agit d'une des premières collaborations entre Buckethead et le claviériste Travis Dickerson. L'album est sorti le 10 novembre 1999 par TDRS music et coproduit par Dickerson.

## Liste des pistes
| 1.    | Thanatopsis               | 8:03 |
| 2.    | Tunnel                    | 3:11 |
| 3.    | Leech                     | 2:25 |
| 4.    | Post Mortem               | 3:32 |
| 5.    | Hemloc                    | 3:28 |
| 6.    | Scalding Tank             | 2:13 |
| 7.    | Loss Leper                | 9:48 |
| 8.    | Mange                     | 3:26 |
| 9.    | Draw + 1/4                | 8:01 |
| 10.   | Gap                       | 3:20 |
| 11.   | Depth of the Four Horrors | 1:20 |
| 48:56 |                           |      |